# Macroclinium dalessandroi
Macroclinium dalessandroi är en orkidéart som beskrevs av Dodson. Macroclinium dalessandroi ingår i släktet Macroclinium och familjen orkidéer. Inga underarter finns listade i Catalogue of Life.